# Brian Nosek
Brian Nosek ist ein US-amerikanischer Sozialpsychologe und Professor am Department für Psychologie der University of Virginia. Zugleich ist er Mitbegründer und Geschäftsführer des ebendort ansässigen Center for Open Science, das sich seit seiner Gründung 2013 für Transparenz, Offenheit und Replizierbarkeit wissenschaftlicher Forschung einsetzt.

## Studium und Forschung
Nach dem Studium an der California Polytechnic State University (B.S. in Psychologie 1995) und in Yale (M.S. in Psychologie 1998, M. Phil. In Psychologie 1999) wurde Nosek unter Betreuung von Mahazarin Banaji 2002 in Yale promoviert. Sowohl vor als auch nach der Promotion erhielt Nosek eine Vielzahl von Auszeichnungen und Stipendien, u. a. war er Junior Fellow der Max-Planck-Gesellschaft.
Nach Aufenthalten in Harvard und Stanford ist Nosek seit 2002 an der University of Virginia tätig. Seine Forschungsschwerpunkte liegen im Bereich der experimentellen Psychologie, insbesondere in Bezug auf unbewusste Entscheidungsprozesse und kognitive Verzerrung (Bias), was ihm 2015 den Spitznamen Bias-Buster einbrachte.
Der Spitzname bezieht sich auf Noseks am 28. Juli 2015 im Journal Science veröffentlichte Studie zur Replizierbarkeit (Reliabilität) von 100 verschiedenen psychologischen Experimenten. Nosek und sein Team fanden heraus, dass nur 36 Experimente signifikante Ergebnisse lieferten – der Erwartungswert lag bei 97. Noseks Ergebnisse wurden umfassend diskutiert, sowohl innerhalb des Wissenschaftsbetriebs als auch in den Feuilletons.